# Кудряшов, Владимир Васильевич
Владимир Васильевич Кудряшов (11 февраля 1939, Ивантеевка, Московская область — 28 августа 2006, Москва) — советский и российский оперный певец (тенор), народный артист России (1993).

## Биография
Владимир Васильевич Кудряшов родился 11 февраля 1939 года в Ивантеевке (Московская область). В 1971 году окончил с отличием вокальный факультет Московской консерватории (педагог Оксана Семёновна Свешникова). В 1980 году окончил ГИТИС по специальности режиссёр музыкального театра.
В 1971—1983 годах выступал в Московском театре имени К. С. Станиславского и Вл. И. Немировича-Данченко.
С 1983 года был солистом Большого театра. В 1991—1995 годах был председателем профкома театра. Гастролировал в лучших театрах мира. Пел в Минском театре оперы и балета, Киевском театре оперы и балета, Мариинском театре, Московском театре оперетты, Татарском театре оперы и балета им. М. Джалиля.
В 2003 году защитил кандидатскую диссертацию по искусствоведению в Европейской академии информатизации.
Снялся в видеофильмах: «Борис Годунов», «Иван Сусанин», «Млада».
Умер 28 августа 2006 года в Москве, похоронен на Троекуровском кладбище.

## Награды и премии
- Лауреат Конкурса русской народной и советской музыки (1972).
- Заслуженный артист РСФСР (26.01.1981)[1].
- Народный артист России (20.08.1993)[2].
- Лауреат Фонда И. К. Архиповой (2001).
- Медаль ордена «За заслуги перед Отечеством» II степени (23.12.2001)[3].

## Оперные партии

### Театр имени К. С. Станиславского и Вл. И. Немировича-Данченко
- «Евгений Онегин» Чайковский — Ленский
- «Богема» Дж. Пуччини — Рудольф
- «Мавра» И. Ф. Стравинского — Гусар
- «Кащей Бессмертный» Н. А. Римского-Корсакова — Кащей

### Большой театр
- «Чио-Чио-сан» Дж. Пуччини — Горо
- «Севильский цирюльник» Дж. Россини — граф Альмавива
- «Пиковая дама» П. Чайковского — Чекалинский
- «Царская невеста» Н. Римского-Корсакова — Бомелий
- «Евгений Онегин» П. Чайковского — Трике
- «Мёртвые души» Р. Щедрина — почтмейстер
- «Иван Сусанин» М. И. Глинки — Собинин
- «Хованщина» Мусоргский — Голицын, Подъячий, Кузька
- «Борис Годунов» М. П. Мусоргского — Шуйский и Юродивый
- «Снегурочка» Н. Римского-Корсакова — Бобыль Бакула
- «Ифигения в Авлиде» К. В.Глюка — Ахиллес
- «Сказание о невидимом граде Китеже и деве Февронии» Римский-Корсаков — Гришла Кутерьма
- «Прекрасная мельничиха» Дж. Паизиелло — барон Каллоандро
- «Мазепа» П. Чайковского — Искра
- «Тоска» Дж. Пуччини — Сполетта
- «Князь Игорь» А. Бородина — Ерошка
- «Обручение в монастыре» С. Прокофьева — дон Жером
- «В ночь перед Рождеством» Н. А. Римского-Корсакова — дьяк
- «Скупой рыцарь» С. В. Рахманинова — Альбер
- «Свадьба Фигаро» В. А.Моцарта — дон Базилио
- «Франческа да Римини» С. Рахманинова — Данте
- «Любовь к трём апельсинам» С. С. Прокофьева — Труффальдино
- «Набукко» Дж. Верди — Абдалло
- «Игрок» С. Прокофьева (первая редакция) — Маркиз
- «Сила судьбы» Дж. Верди — Трабуко
- «Адриенна Лекуврер» Ф. Чилеа — аббат Шазейль
- «Турандот» Дж. Пуччини — император Альтоум
- «Леди Макбет Мценского уезда» Д. Шостаковича — задрипанный мужичонка
- «Дети Розенталя» Л. Десятникова — проводник (первый исполнитель; мировая премьера)
- «Война и мир» С. Прокофьева — лейтенант Боннэ

## Дискография
- «Юдифь» А. Серов — Ахиор, дирижёр А. Чистяков, 1991 г.
- «Царская невеста» Н. Римского-Корсакова — Бомелий, дирижёр А. Чистяков, 1992г.
- «Скупой рыцарь» С. Рахманинов — Альбер, дирижёр А. Чистяков, 1993 г.
- «Майская ночь» Н. Римского-Корсакова — Винокур, дирижёр А. Лазарев, 1997 г.